# Liste der Mitglieder der Deutschen Akademie der Naturforscher Leopoldina/1878
Die Liste der Mitglieder der Deutschen Akademie der Naturforscher Leopoldina für 1878 enthält alle Personen, die im Jahr 1878 zum Mitglied ernannt wurden. Insgesamt gab es 18 neu gewählte Mitglieder.

## Neu gewählte Mitglieder
| Nr.  | Name                                   | Geboren       | Aufnahme | Gestorben     | Fachsektion                                                       | Bild                                                                     |
| ---- | -------------------------------------- | ------------- | -------- | ------------- | ----------------------------------------------------------------- | ------------------------------------------------------------------------ |
| 2187 | Johann Leopold Just                    | 27. Mai 1841  | 4. Jan.  | 30. Aug. 1891 | Botanik                                                           |                                                                          |
| 2188 | Aloys Martin                           | 23. Nov. 1818 | 14. Jan. | 15. Juli 1891 | Wissenschaftliche Medizin                                         |                                                                          |
| 2189 | Johannes Reinke                        | 3. Feb. 1849  | 25. Jan. | 25. Feb. 1931 | Botanik                                                           |                                                                          |
| 2190 | Max Ferdinand Friedrich Reess          | 10. Juni 1845 | 18. Jun. | 14. Sep. 1901 | Botanik                                                           |                                                                          |
| 2191 | Karl Reinhold Alfred Kirchhoff         | 23. Mai 1838  | 29. Nov. | 8. Feb. 1907  | Anthropologie, Ethnologie und Geographie                          | Karl Reinhold Alfred Kirchhoff                                           |
| 2192 | Theodor Weber                          | 28. Aug. 1829 | 29. Nov. | 4. Sep. 1914  | Wissenschaftliche Medizin                                         |                                                                          |
| 2193 | Anton Oberbeck                         | 25. März 1846 | 3. Dez.  | 23. Okt. 1900 | Physik und Meteorologie                                           |                                                                          |
| 2194 | Anton Werner Ernst Gerland             | 16. März 1838 | 8. Dez.  | 22. März 1910 | Physik und Meteorologie                                           |                                                                          |
| 2195 | Clemens Alexander Winkler              | 26. Dez. 1838 | 9. Dez.  | 8. Okt. 1904  | Chemie                                                            | Clemens Alexander Winkler                                                |
| 2196 | Gustav Zeuner                          | 30. Nov. 1828 | 9. Dez.  | 17. Okt. 1907 | Mathematik und Astronomie Physik und Meteorologie                 | Gustav Zeuner                                                            |
| 2197 | Gustav Hermann Nachtigal               | 23. Feb. 1834 | 11. Dez. | 20. Apr. 1885 | Anthropologie, Ethnologie und Geographie                          | Gustav Hermann Nachtigal                                                 |
| 2198 | Richard von Drasche-Wartinberg         | 18. März 1850 | 14. Dez. | 3. Juli 1923  | Anthropologie, Ethnologie und Geographie                          | Richard von Drasche-Wartinberg                                           |
| 2199 | Richard Paul Wilhelm Güssfeldt         | 14. Okt. 1840 | 16. Dez. | 17. Jan. 1920 | Anthropologie, Ethnologie und Geographie                          | Richard Paul Wilhelm Güssfeldt                                           |
| 2200 | Wilhelm Reiss                          | 13. Juni 1838 | 16. Dez. | 29. Sep. 1908 | Anthropologie, Ethnologie und Geographie Mineralogie und Geologie | Wilhelm Reiss                                                            |
| 2201 | Hans Karl Hermann Wagner               | 23. Juni 1840 | 16. Dez. | 18. Juni 1929 | Anthropologie, Ethnologie und Geographie                          | Hermann Wagner                                                           |
| 2202 | Alphons Stübel                         | 26. Juli 1835 | 16. Dez. | 10. Nov. 1904 | Mineralogie und Geologie                                          | Alphons Stübel                                                           |
| 2203 | Wilhelm Theodor von Renz               | 10. Jan. 1834 | 19. Dez. | 30. Dez. 1896 | Wissenschaftliche Medizin                                         |                                                                          |
| 2204 | Leopold Friedrich Freiherr von Hofmann | 4. Mai 1822   | 28. Dez. | 24. Okt. 1885 | Anthropologie, Ethnologie und Geographie                          | Leopold Friedrich von Hofmann, Lithographie von Adolf Dauthage, ca. 1865 |